# Cyperochloa
Cyperochloa Lazarides & L.Watson é um género botânico pertencente à família Poaceae, subfamília Arundinoideae, tribo Cyperochloeae.
O gênero apresenta uma única espécie. Ocorre na Australásia.

## Espécie
- Cyperochloa hirsuta Lazarides & L. Watson